# ترينت ديماس
ترينت ديماس (بالإنجليزية: Trent Dimas)‏ هو لاعب جمباز فني أمريكي، ولد في 10 نوفمبر 1970 في ألباكركي في الولايات المتحدة.

## وصلات خارجية
- ترينت ديماس على موقع الاتحاد الدولي للجمباز (licence) (الإنجليزية)
- ترينت ديماس على موقع الاتحاد الدولي للجمباز (biography) (الإنجليزية)
- ترينت ديماس على موقع اللجنة الأولمبية الدولية (الإنجليزية)
- ترينت ديماس على موقع أوليمبيديا (الإنجليزية)
- ترينت ديماس على موقع قاعة نيو مكسيكو للمشاهير الرياضية (الإنجليزية)